# .tj
.tj – domena internetowa przypisana od roku 1995 do Tadżykistanu i administrowana przez Information Technology Center.

## Domeny drugiego poziomu
- ac.tj
- aero.tj
- biz.tj
- co.tj
- com.tj
- coop.tj
- dyn.tj
- edu.tj
- go.tj
- gov.tj
- info.tj
- int.tj
- mil.tj
- museum.tj
- my.tj
- name.tj
- net.tj
- nic.tj
- org.tj
- per.tj
- pro.tj
- test.tj
- web.tj